# Didymoglossum mosenii
Espèce
Didymoglossum mosenii est une espèce de fougères de la famille des Hymenophyllaceae. 

## Taxonomie
L'espèce a été dédiée à Carl Wilhelm Hjalmar Mosén (1841 - 1887), botaniste et collecteur suédois qui a fourni cette espèce du Brésil aux collections de l'herbier Regnell de Stockholm.

### Synonymes
- Trichomanes mosenii Lindm.
- Didymoglossum angustifrons Fée

## Description
Cette espèce a les caractéristiques suivantes :
- un long rhizome traçant, assez densément couvert de poils bruns à noirâtres et sans racines
- un stipe un peu plus long et plus fin que l'espèce voisine Didymoglossum punctatum
- un limbe simple, entier ou irrégulièrement incisé ou lobé, elliptique à lancéolé de petites dimensions, mais bien plus grandes que chez Didymoglossum fontanum - la fronde peut atteindre 1,5 cm de long sur 4 à 8 mm de large - à texture très fine, transparente
- des fausses nervures parallèles aux vraies nervures mais sans de fausses nervures submarginales (caractéristique du sous-genre)
- une nervuration catadrome.
- généralement un unique sore par limbe pour les frondes fertiles
- une indusie tubulaire, aux lèvres dont les cellules sont distinctes des tissus du limbe, et dont la bordure est souvent foncée à noire.

## Distribution
Cette espèce, épiphyte ou terrestre, est présente en Amérique du Sud (Brésil).